# HD102594
HD102594 — хімічно пекулярна зоря спектрального класу
F2 й має видиму зоряну величину в смузі V приблизно 10,8.